# Iweta Rajlich
Iweta Rajlich (geborene Radziewicz; * 16. März 1981 in Warschau) ist eine polnische Schachspielerin.

## Leben

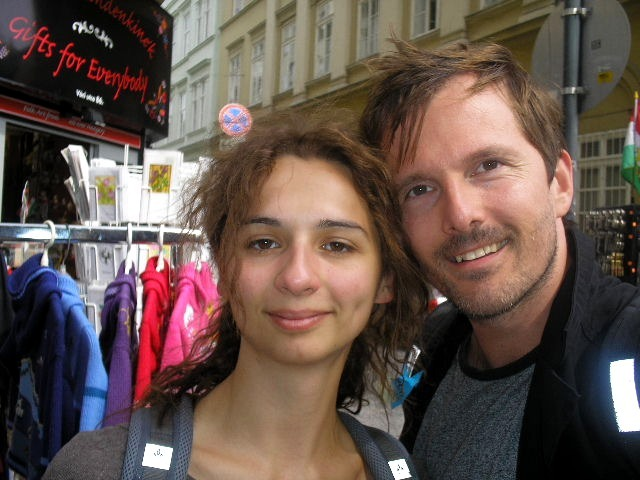
Iweta und Vasik Rajlich (2006)

Iweta Rajlich ist besser unter ihrem Geburtsnamen Radziewicz bekannt, den sie nach ihrer Heirat mit Vasik Rajlich, dem Entwickler des Schachprogramms Rybka, im Jahr 2006 ablegte. Sie gewann seit 1999 insgesamt achtmal die polnische Meisterschaft der Frauen, zuletzt im Jahr 2019.
Bei europäischen Einzelmeisterschaften der Frauen scheiterte sie im Jahr 2000 im Viertelfinale an der späteren Finalistin Tatiana Stepovaia, 2007 in Dresden wurde sie Sechste. 
Neben dem Großmeistertitel der Frauen (WGM, seit 1997) trägt Rajlich seit 2002 den allgemeinen Titel Internationaler Meister (IM). Im Februar 2015 liegt sie auf dem fünften Platz der polnischen Rangliste der Frauen.

## Nationalmannschaft
Mit der polnischen Frauen-Nationalmannschaft nahm sie an den Schacholympiaden 1998, 2000, 2002, 2004, 2006, 2008 und 2012 teil und erreichte als bestes Ergebnis 2002 den dritten Platz. Sie nahm außerdem an den Mannschaftsweltmeisterschaften der Frauen 2007 und 2009 und den Mannschaftseuropameisterschaften der Frauen 1999, 2001, 2003, 2005, 2007, 2009 und 2013 teil. 2005 gewann sie mit Polen den Titel, 2007 erreichte sie mit der Mannschaft den zweiten Platz, in der Einzelwertung erzielte sie das zweitbeste Ergebnis am zweiten Brett und die drittbeste Elo-Leistung aller Teilnehmerinnen. 2013 belegte sie mit der Mannschaft den dritten Platz.

## Vereine
In der polnischen Mannschaftsmeisterschaft spielte Iweta Rajlich 1996 für Maraton Warschau, von 1997 bis 2001 für die Mannschaft von Stilon Gorzów Wielkopolski, mit der sie 1997 und 1998 die Meisterschaft gewann, von 2002 bis 2005 für SS Polfa Grodzisk Mazowiecki, mit dem sie auch 2003 am European Club Cup teilnahm, sowie 2008, 2009, 2011 und 2012 für Polonia Votum Wrocław. In der britischen Four Nations Chess League spielte sie in der Saison 2005/06 für die Slough Sharks und von 2007 bis 2009 für die Mannschaft der Cambridge University, in der deutschen Frauenbundesliga von 1999 bis 2001 für den Dresdner SC, mit dem sie 2000 den Titel gewann, in der Saison 2002/03 und von 2004 bis 2008 für Weiß-Blau Allianz Leipzig, seit 2008 ist sie für den SK Großlehna gemeldet, kam allerdings zuletzt in der Saison 2009/10 zum Einsatz.